# Сатанівський замок
Са́танівський за́мок — фортифікаційна споруда в селищі міського типу Сатанів Городоцького району Хмельницької області, Україна. Пам'ятка містобудування та архітектури України національного значення.

## Розташування

Герб 1641

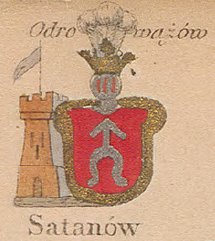
Сатанівський замок на мапі Зигмунда Герстмана

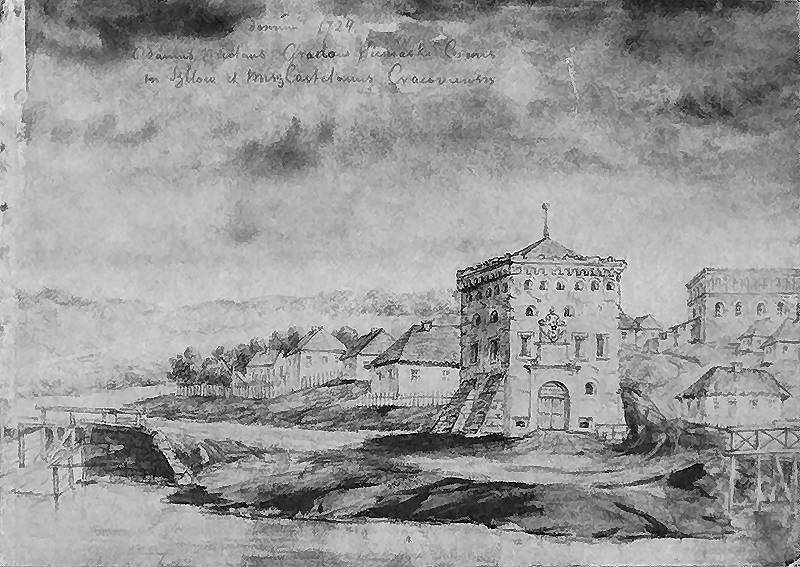
Міська Брама.:Наполеон Орда 1871 р.

План Сатанівського замку, виконаний Юхимом Сіцінським, 1928 р.

Сатанівський замок розташований у північній частині Сатанова, на високому пагорбі біля річки Збруч. За планом він п'ятикутний, не зовсім правильної форми: три сторони завдовжки приблизно по 105 м, четверта — 85 м, п'ята (південна) — 65 м. Вся площа замку займала приблизно 1,5 га. На всіх рогах п'ятикутника були башти, а між баштами — мури. На сьогодні збереглася східна башта та рештки двох башт, розташованих безпосередньо над Збручем. Дві башти з боку містечка зруйновано.

## Опис

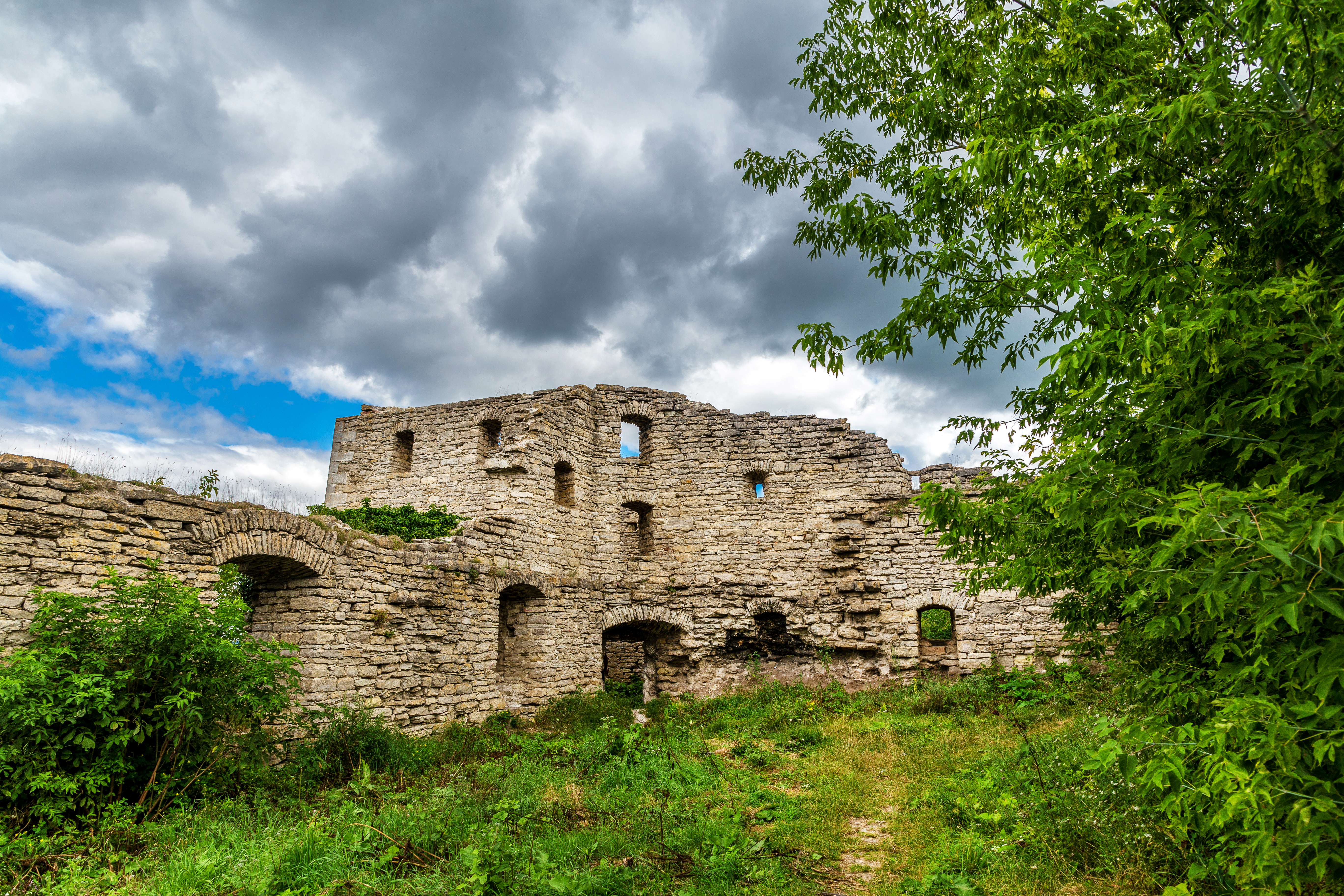
Руїни вежі

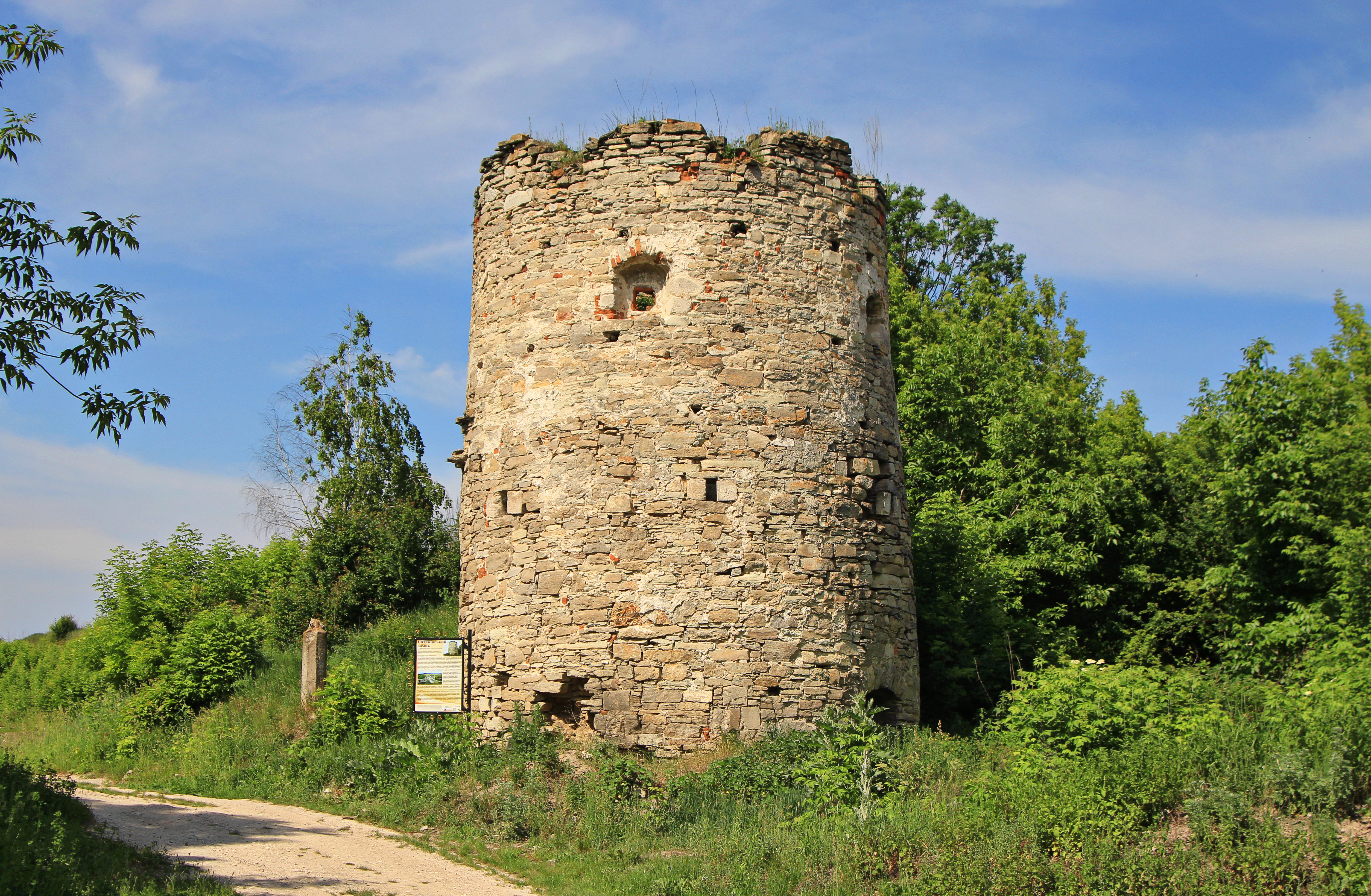
В"їзна вежа

Замок (жирний п'ятикутник угорі) на плані Сатанова, який виконав Юхим Сіцінський, 1928 рік

Мури, що з'єднували башти, були подвійні: крім зовнішніх, були внутрішні, що йшли паралельно до зовнішніх. Внутрішні мури стояли на валу, тому були вищі від зовнішніх. Вали, на яких стояли внутрішні мури, відокремлювалися від зовнішніх ровом. Рови були також і зовні — за мурами. Внутрішні мури не збереглися; тільки подекуди на валах видно їхні сліди. Зі сторони замку, що виходить над Збруч, мури були одинарні, бо тут завдяки стрімкій горі підступ до замку захищала сама природа. У деяких місцях висота стін доходила до 10,5 м.
Башти, що стояли зовні на рогах замку, були чотиригранні й далеко виходили за лінію мурів, і тільки одним своїм рогом входили в кут замку. Ширина граней башт становила близько 8,5 м. Башти триповерхові; долішній поверх значно ширший від інших двох. У долішньому поверсі де-не-де є амбразури, в середньому — по 4 амбразури з кожного зовнішнього боку, а на третьому поверсі — по два невеликі вікна з кожного боку.
У замку Сатанова блоки настільки правильної форми й однакові за розмірами, що здалеку нагадують цегляну кладку .
У південно-східному розі замку на лінії внутрішніх стін збереглася кругла башта, що споруджена задовго до відомих документальних згадок про поселення. Ця башта — унікальна пам'ятка архітектури — досить рідкісний зразок мурованого будівництва часів давньої Русі-України. Її бійниці зовні дуже вузькі, а з внутрішнього боку розширюються — щоб зручніше було стріляти з лука.
За переказами, в селі Калагарівка Гусятинського району, розташованому на правому березі Збруча, є льох, з якого починається підземний хід, що веде на лівий берег Збруча — до Сатанівської фортеці .

## Літопис
Точна дата спорудження замку в Сатанові невідома. 2004 року історик Микола Петров обережно зауважив: «Не виключено, що десь у другій половині XV — на початку XVI століття у Сатанові було зведено замок» . Набагато категоричніше висловилася архітектор-реставратор Євгенія Пламеницька, яка 1986 року стверджувала: «Замок збудовано в XV столітті на місці більш ранніх укріплень XIV століття. Наприкінці XVI століття замок розширили, він набув п'ятикутної в плані форми з кутовими п'ятигранними баштами» .
Попри наявність замку, місто не раз нищили татари (у 1528, 1530, 1617 роках), у середині XVII століття захоплювали козаки й опришки, а 1676 року здобули турки .
1711 року московський цар Петро I, їдучи після невдалого Прутського походу на лікування водами в Карлсбад (нині Карлові Вари), був проїздом у Сатанові й гостював у Сатанівському замку в його власника — великого коронного гетьмана Адама Сенявського. Збереглася згадка про те, що цар жив у будиночку, який стояв біля замку. В тому будиночку на камені було вибито російський герб на пам'ять про перебування там царя.
24 серпня 1711 року в Сатанові проїздом побував данський посланник при Петрі I Юст Юль. Він занотував у щоденнику: «Це добре облаштоване місто. Воно укріплене старовинними мурами та баштами» .
1899 року біля руїн замку з боку містечка збудували цукроварню, а в самому замку розмістили водогін, що тягнув воду зі Збруча й подавав її наверх до фабрики. 1924 року місцева влада ухвалила знести Сатанівську фортецю, бо вона нібито загрожувала людському життю, але Всеукраїнський центральний виконавчий комітет ту постанову скасував і наказав реставрувати фортецю, для чого асигнував 5 тисяч карбованців. Проте реставрацію не було зроблено.
24 серпня 1963 року постановою Ради Міністрів Української РСР до списку пам'яток архітектури Української РСР, що перебувають під охороною держави, внесено Сатанівський замок, а також ще дві оборонні споруди містечка — міську браму та синагогу.
23 червня 1989 року затверджено герб Сатанова, одним з елементів якого є золота фортечна стіна з баштами (автор герба — Борис Борисович Шулевський).

## Замок у художній творчості
1 липня 1921 року в Тернополі український письменник Клим Поліщук написав оповідання «Скарби віків», дія якого відбувається в Сатанові та розповідає про міфічні скарби Сатанівського замку. Це оповідання письменник включив до своєї збірки українських легенд «Скарби віків», яка побачила світ 1921 року у видавництві «Русалка» . 6 липня 1922 року оповідання було опубліковано в газеті «Свобода» в США .

## Галерея

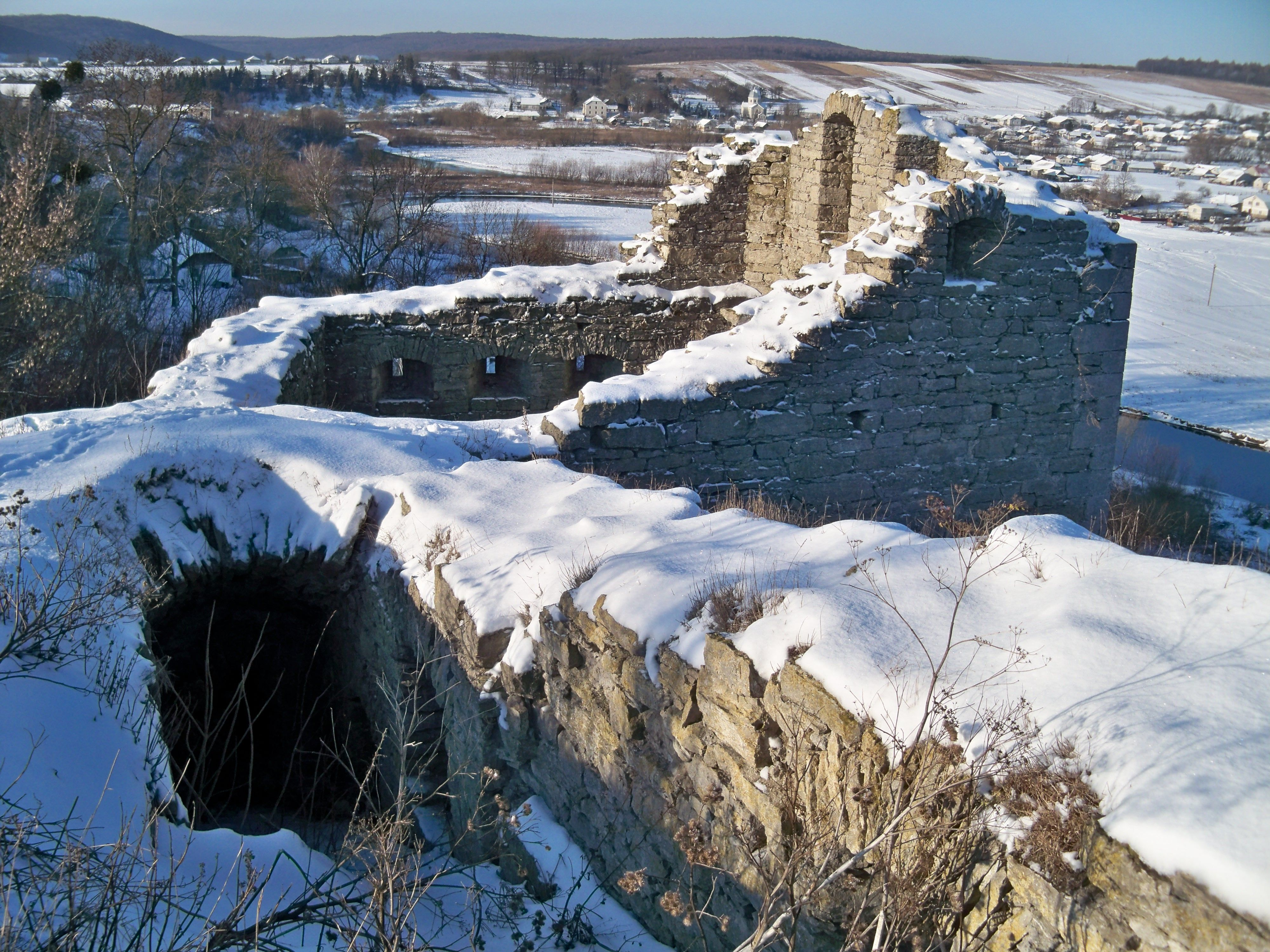
Сатанівський замок
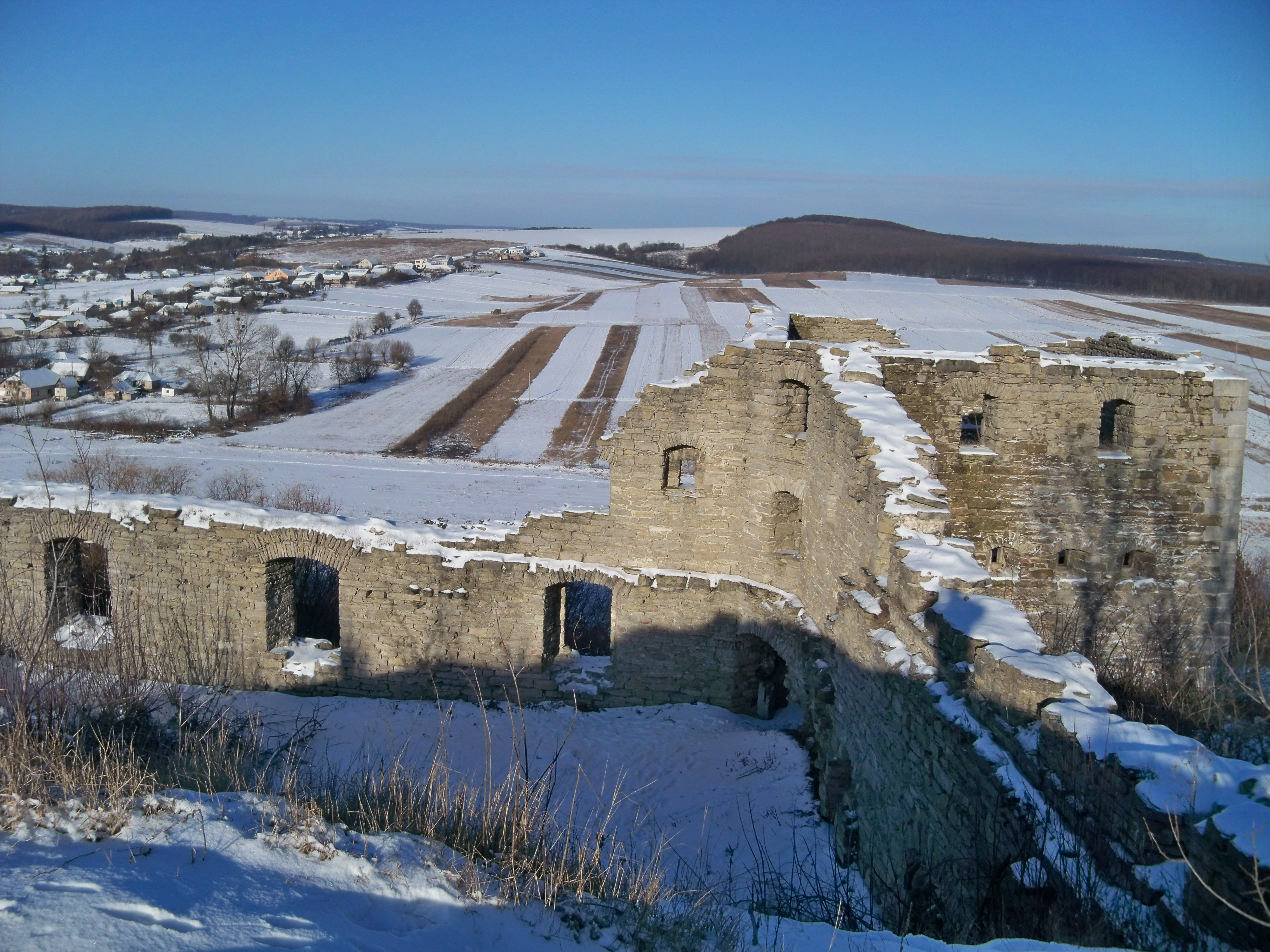
Зима Сатанівський замок
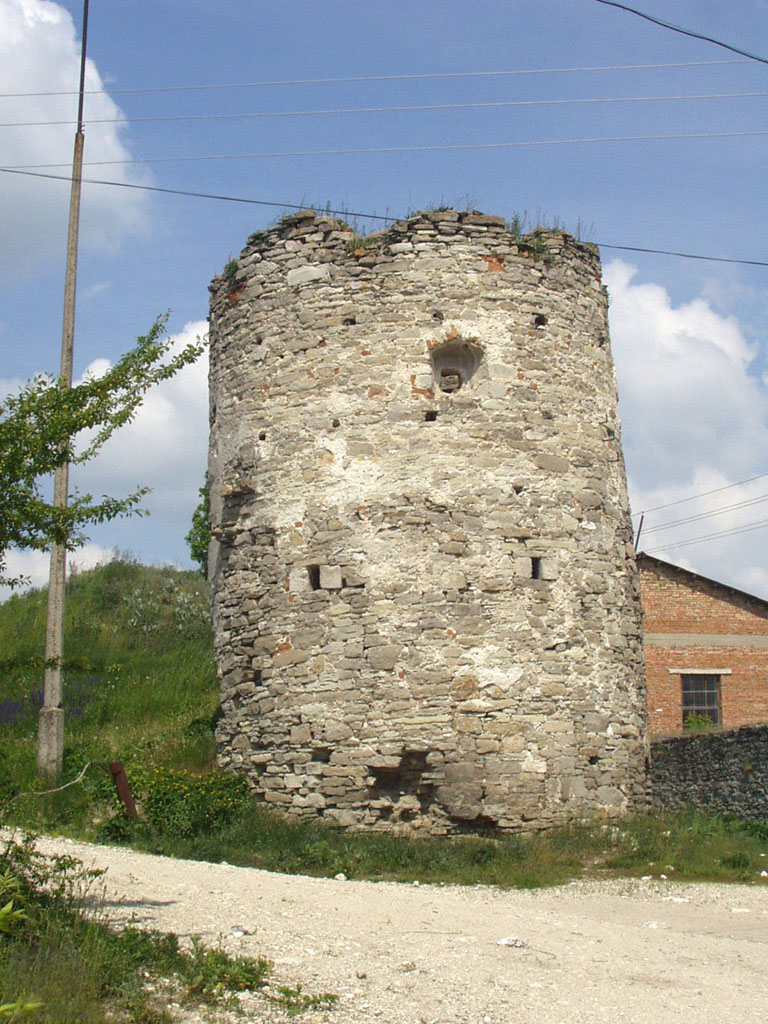
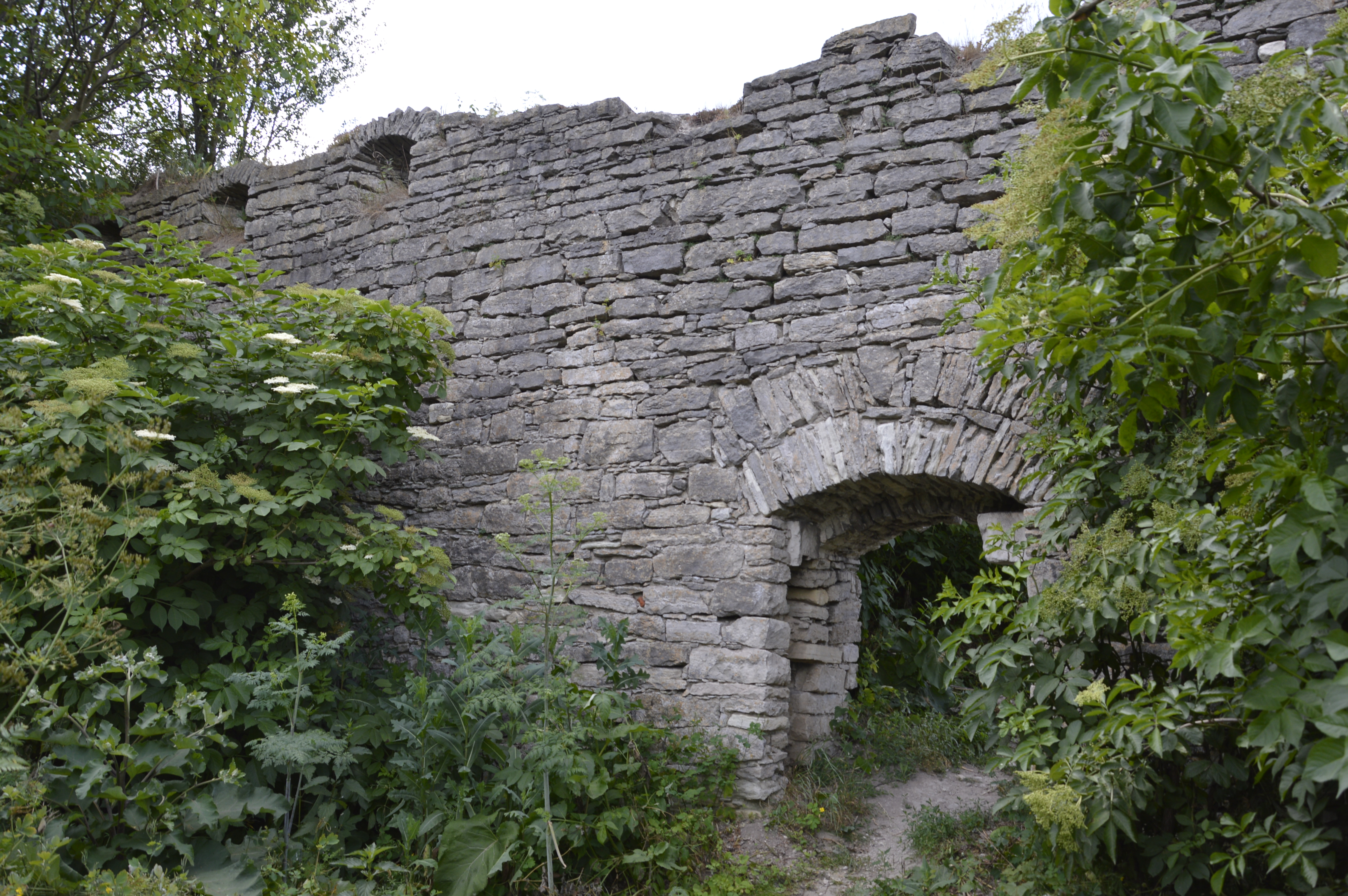
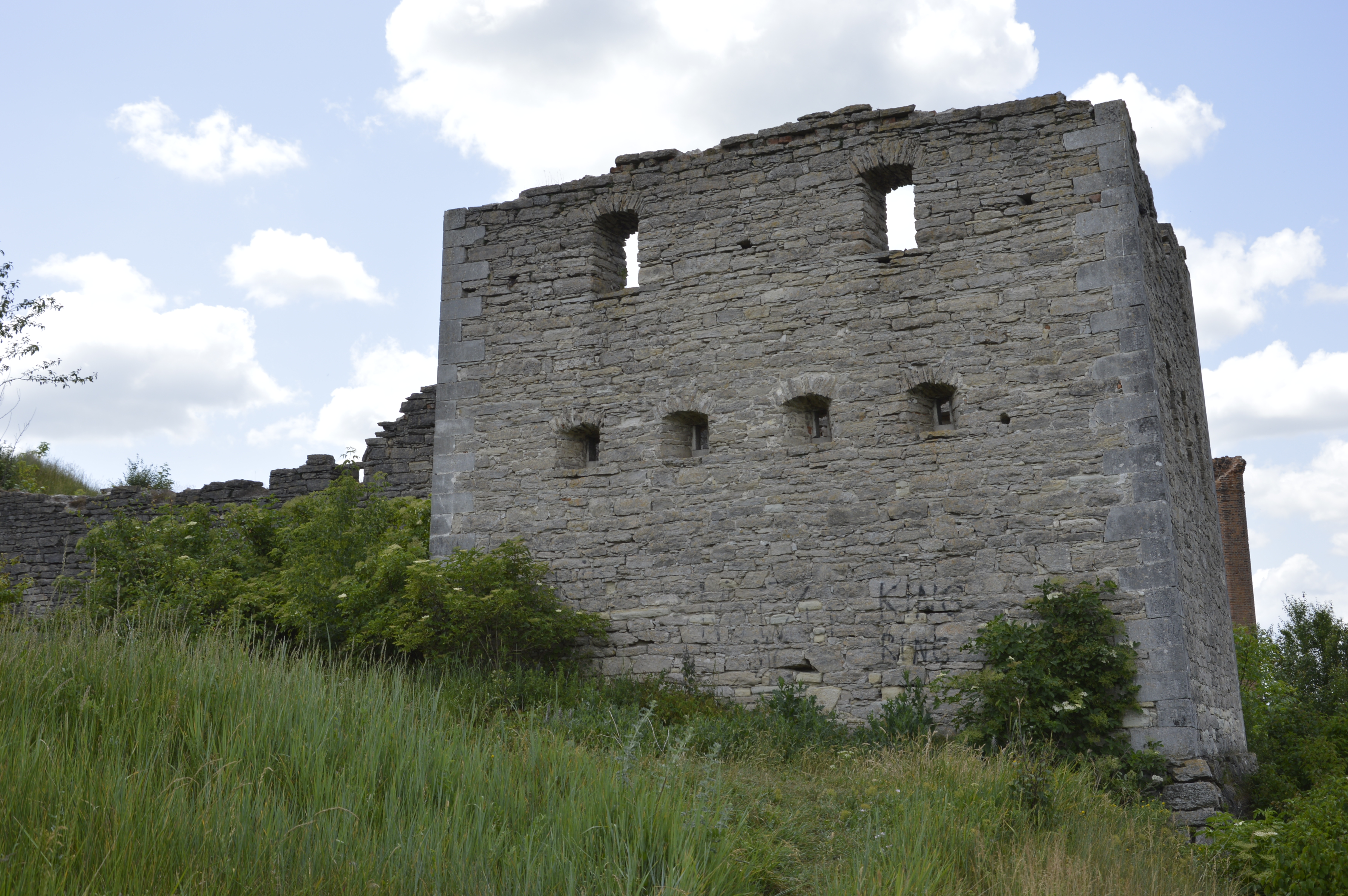
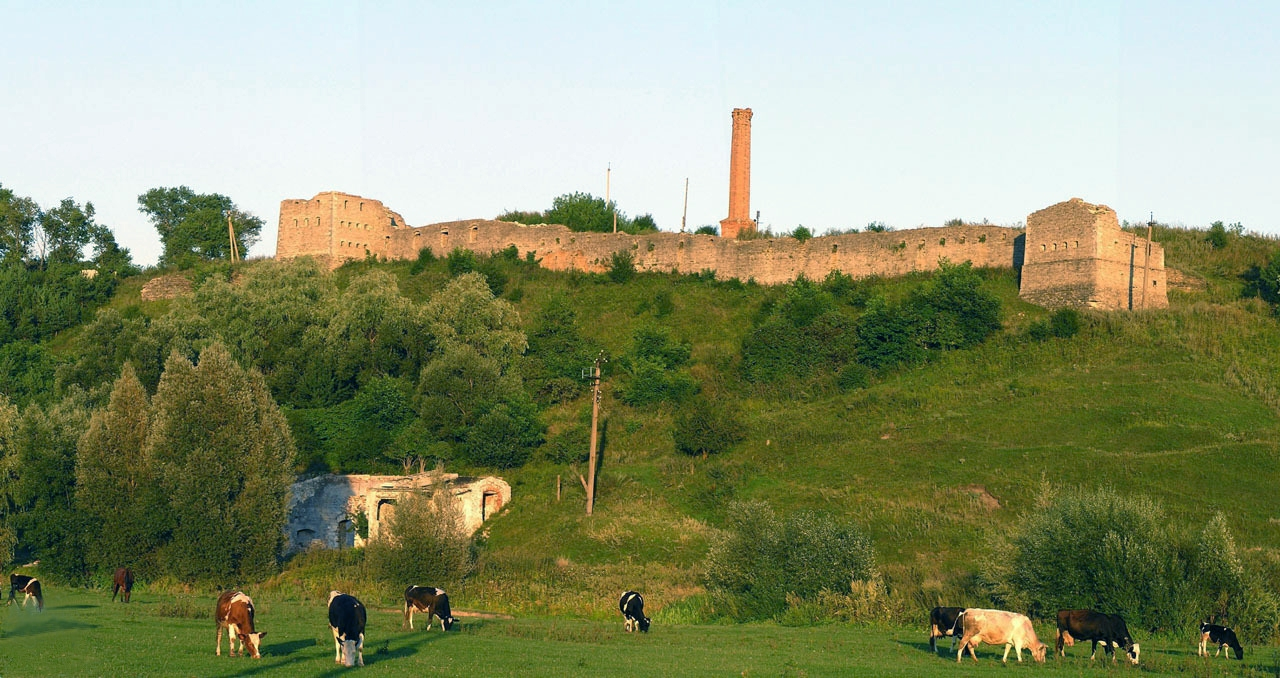
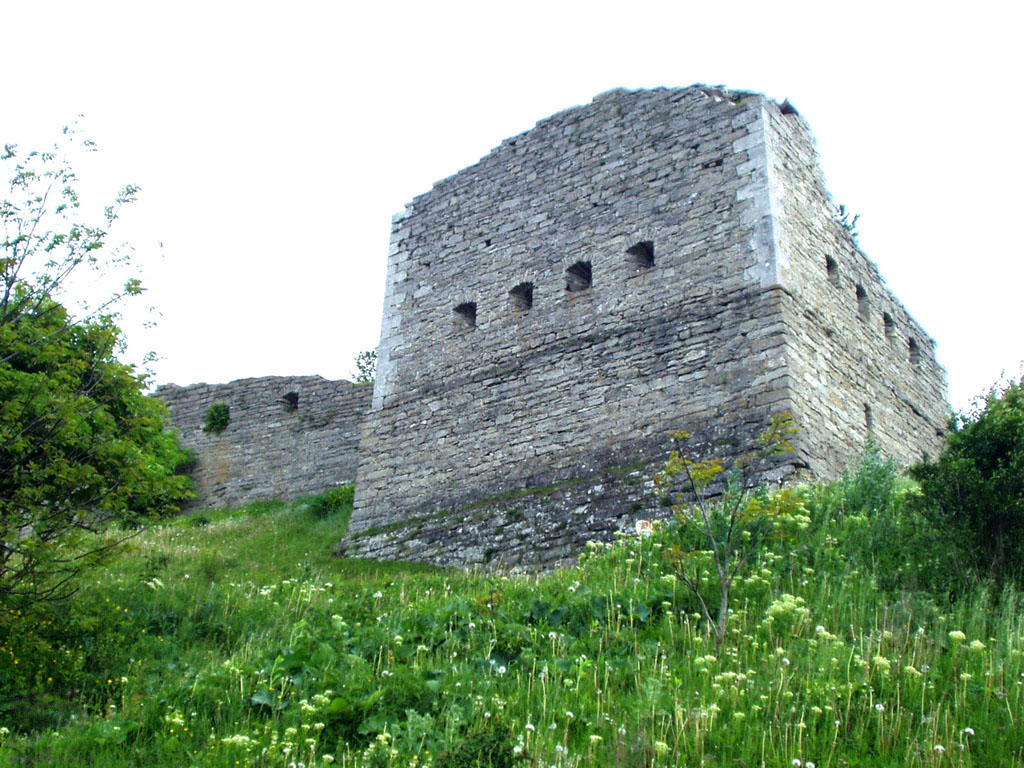
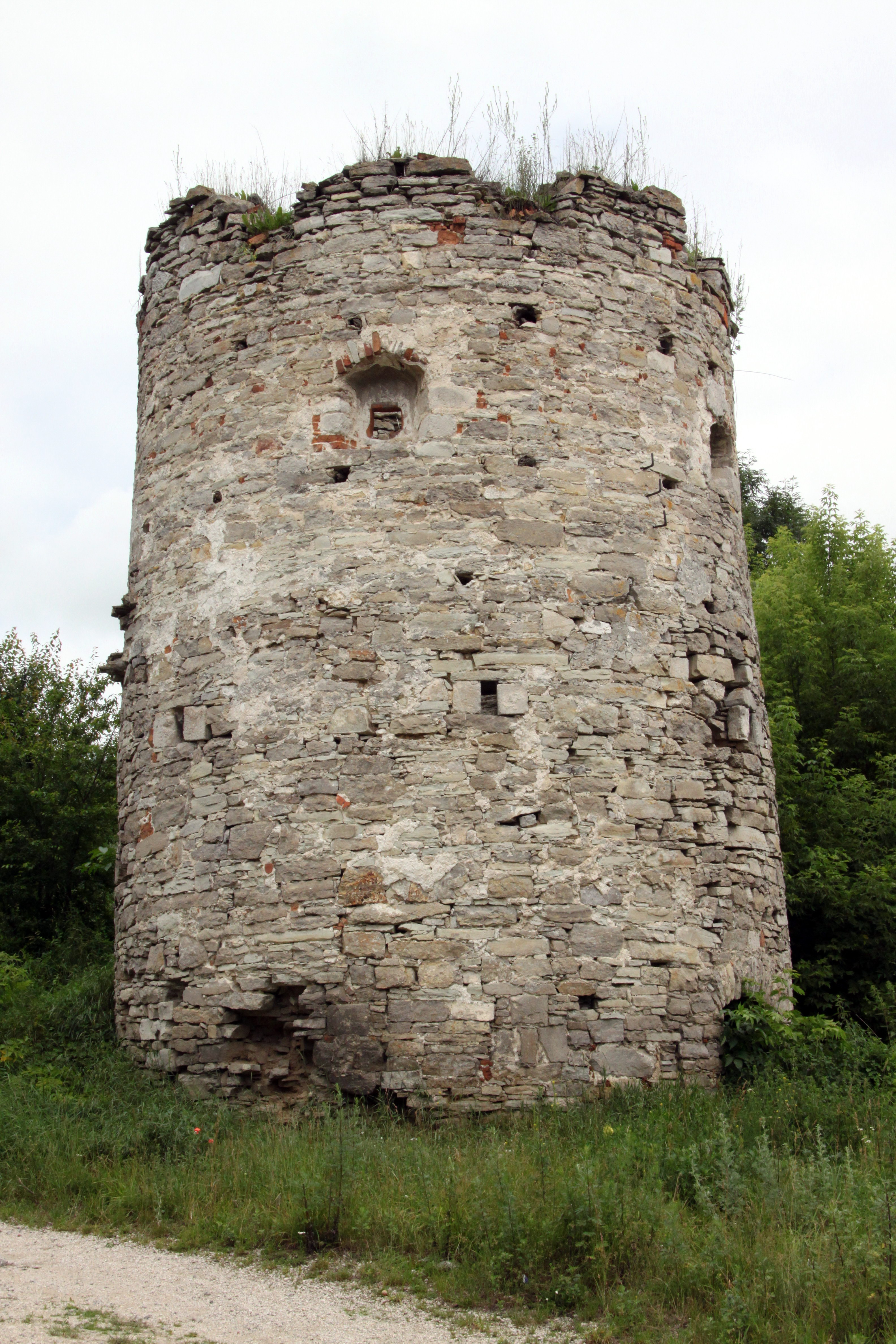
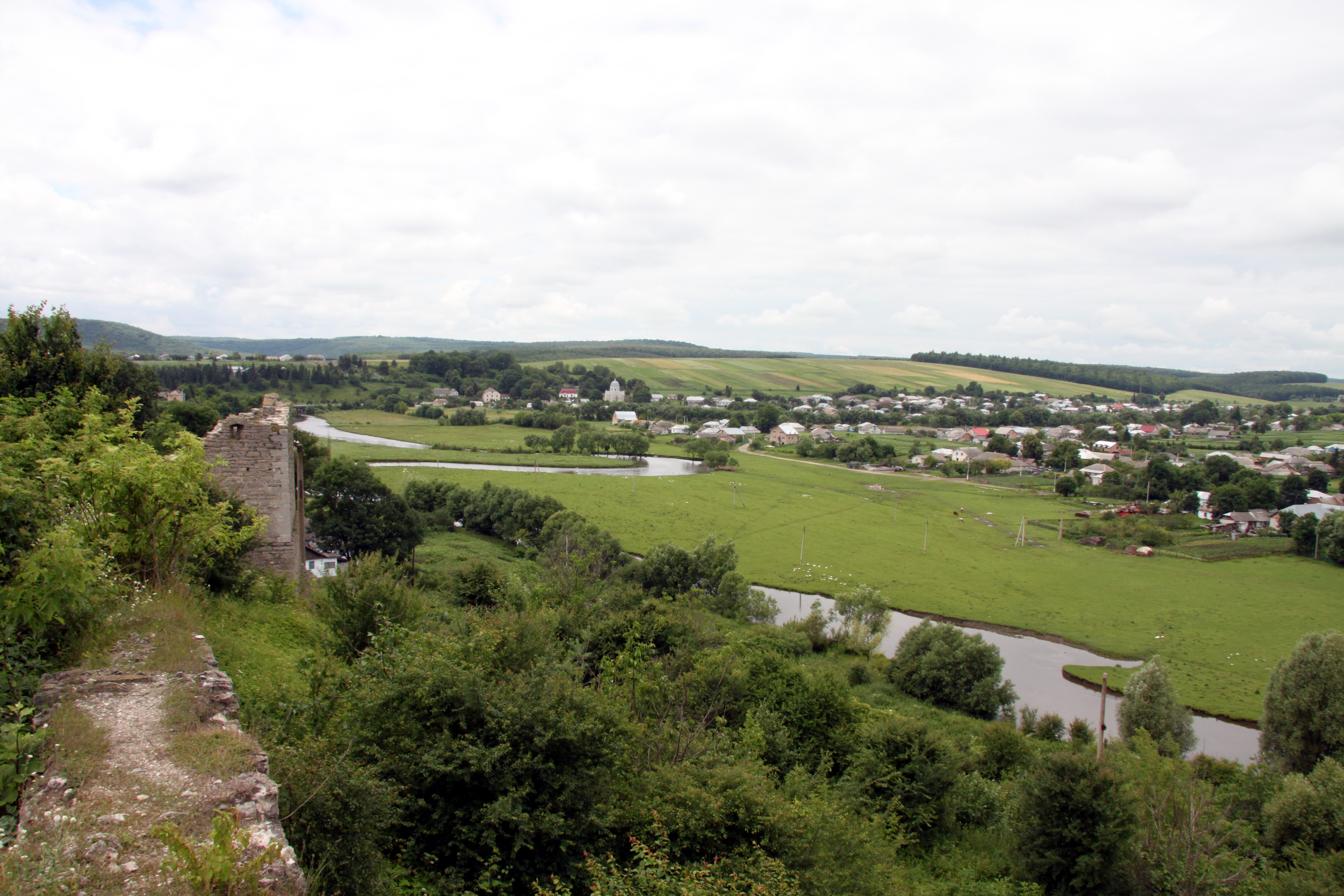
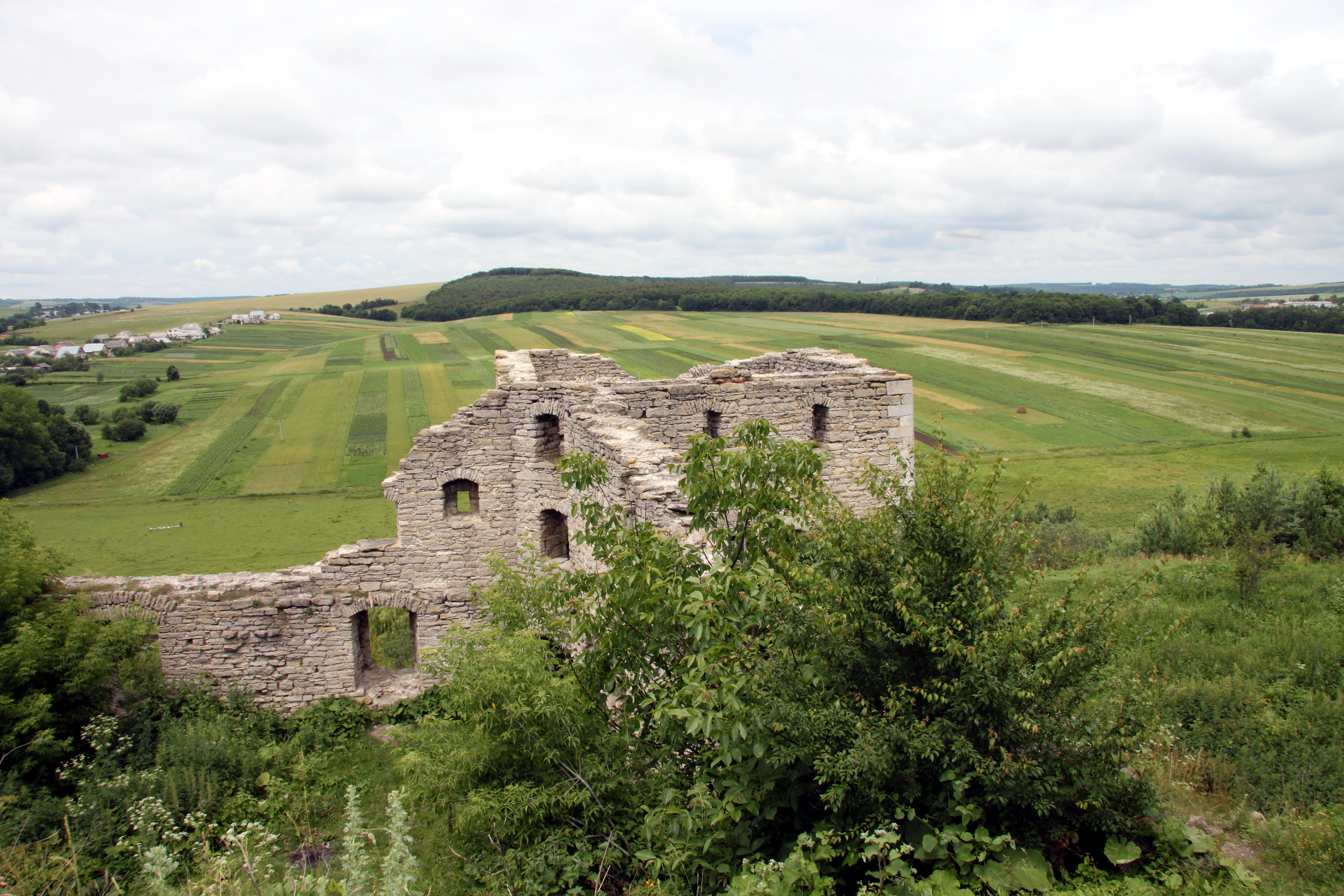
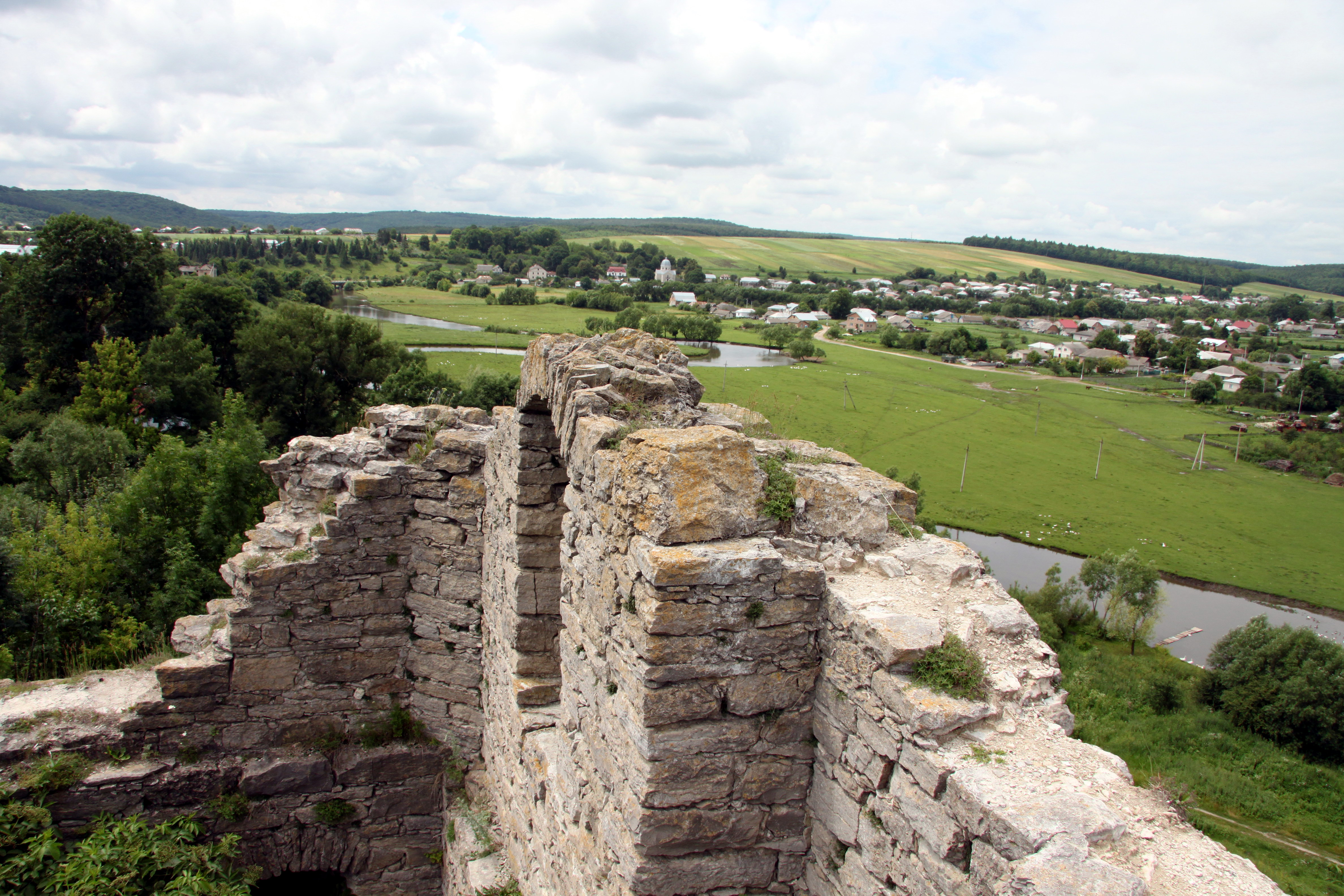
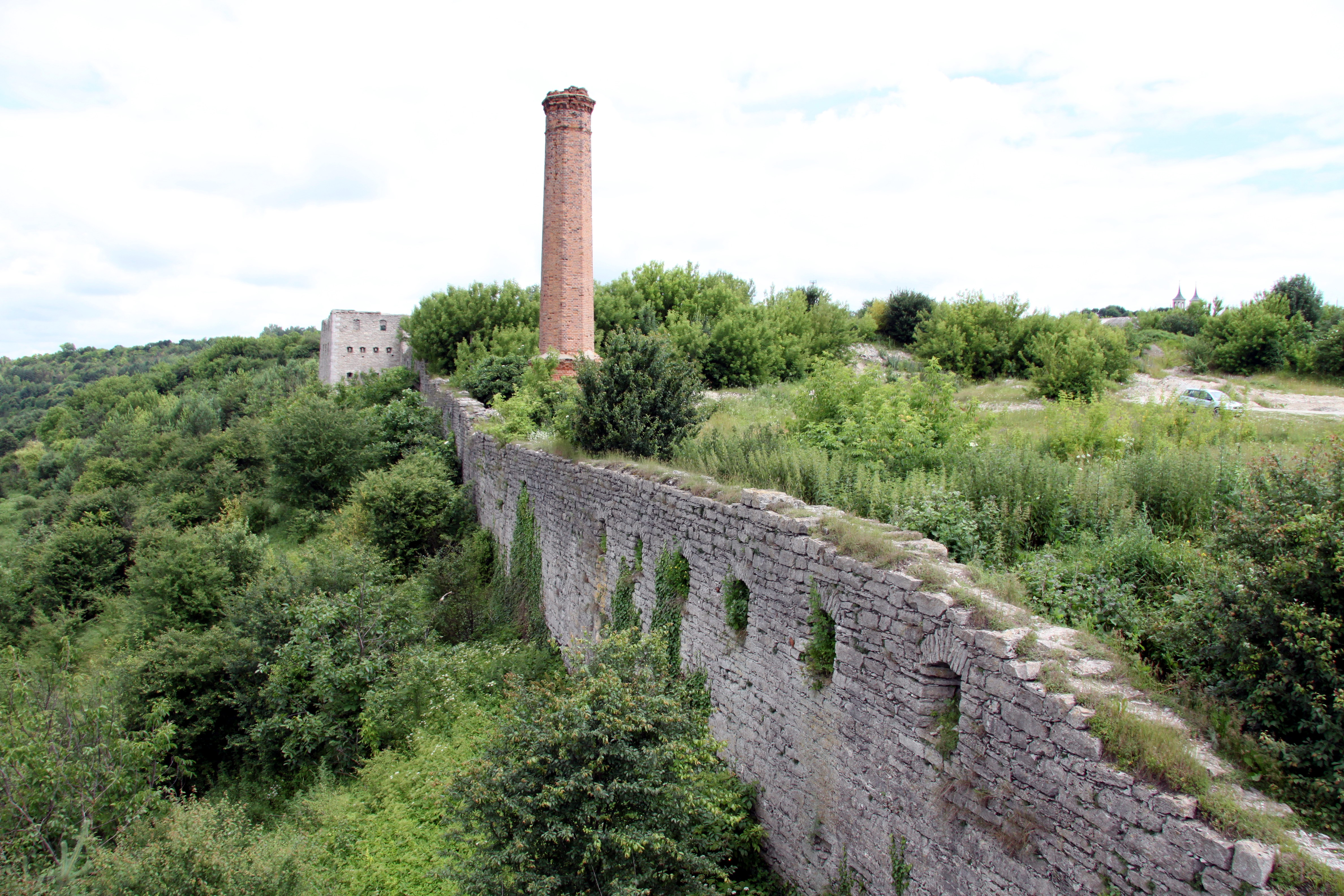
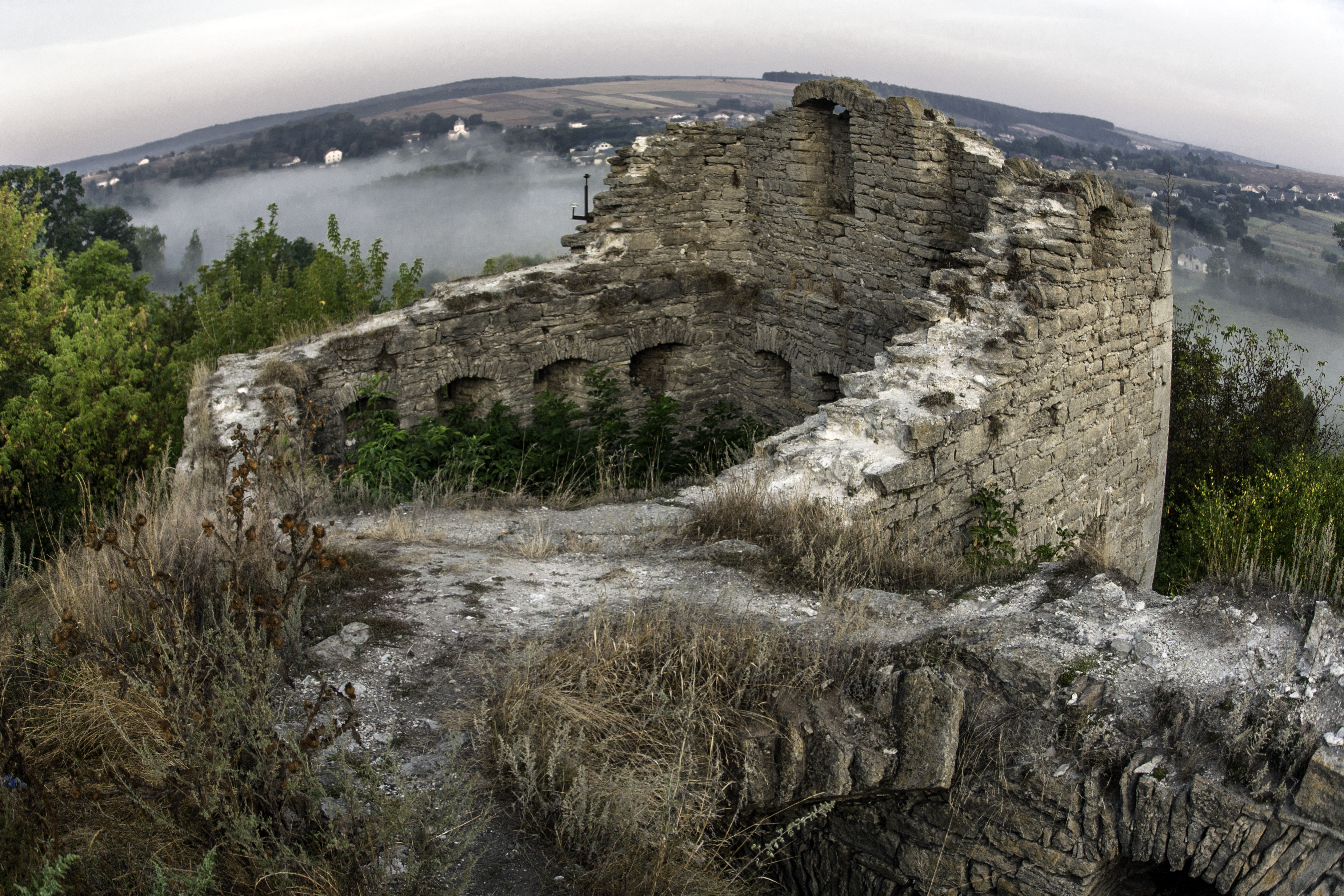
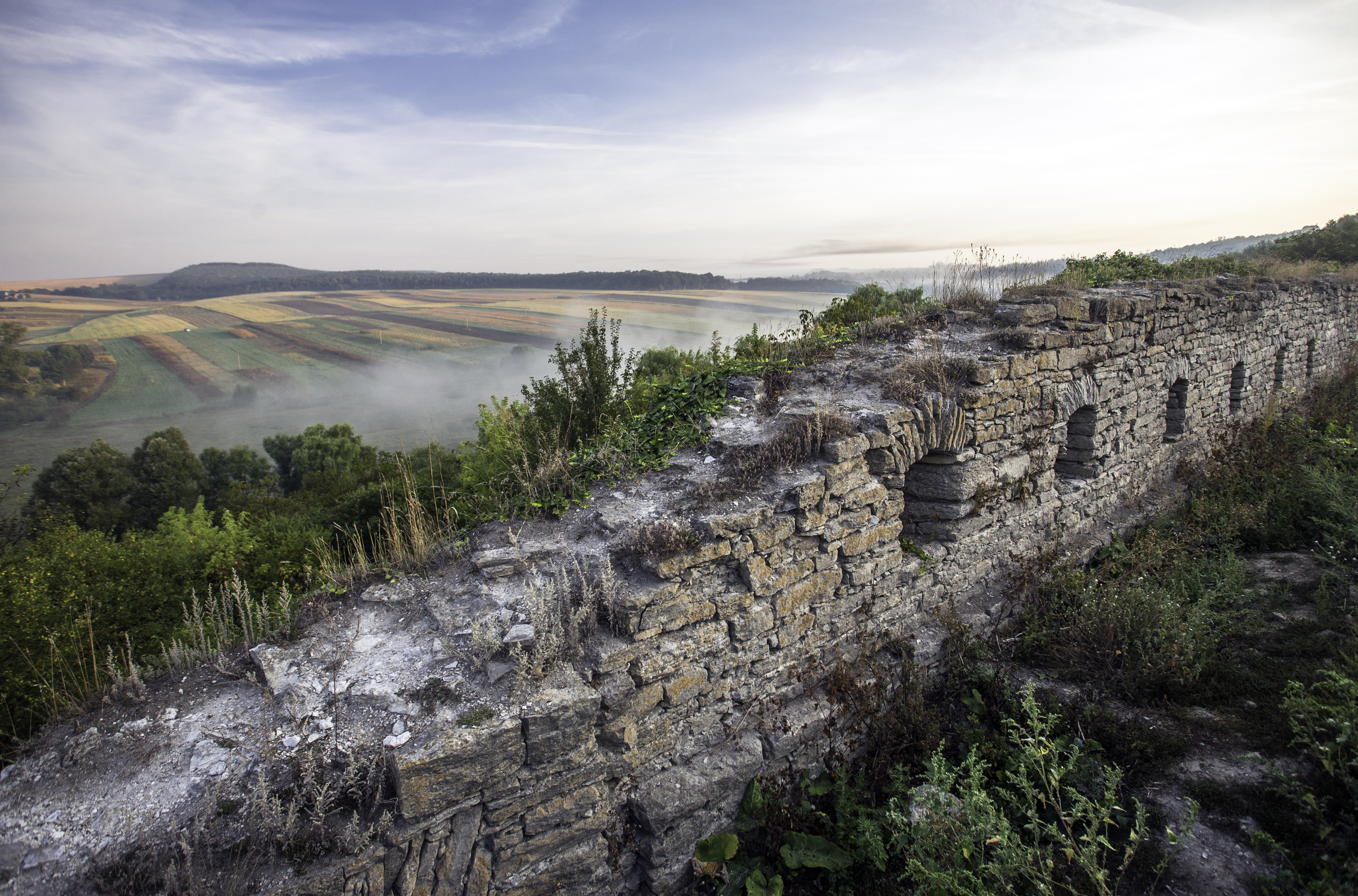